# Степовий бюлетень
Степовий Бюлетень (Степной бюллетень) — журнал про збереження степових екосистем і неруйнівне природокористування в степах.
Видається з 1998 г.
Тираж останніх номерів — 1500—2000 екз.
СБ видається в «паперової» версії 2-3 рази на рік, все випуски доступні також в Інтернеті: http://savesteppe.org/sb

## Поширення
Розповсюджується безкоштовнопо прямій підписці безпосередньо редакцією. Розсилка зараз включає 1450 адрес (організацій і окремих людей). Географія публікацій і розсилки СБ охоплює всі пострадянські країни, на території яких представлені степові екосистеми (перш за все це Росія, Казахстан і Україна, в меншій мірі 6 інших пострадянських країн), а також Монголію.
Розповсюджується безкоштовно серед природоохоронних недержавних організацій, дослідних і проектних інститутів і фахівців, що займаються проблемами збереження природи степів і неруйнівного природокористування в степах, а також розсилається центральним і територіальним органам у сфері охорони навколишнього середовища, управління сільським господарством та земельними ресурсами степовій частині Російської Федерації, Республіки Казахстан, України і деяких інших країн.

## ISSN
ISSN 1726-2860 (друкована версія ISSN 1684-8438)

## Історія
Спочатку Степовий Бюлетень був заснований міжрегіональною благодійною громадською організацією «Сибірський екологічний центр» (Новосибірськ), благодійним фондом «Центр охорони дикої природи» (ЦОДП, Москва) і Середньоволзьким регіональним відділенням Екологічної академії (Тольятті) (реєстрація в Державному комітеті Російської Федерації по друку, реєстраційний номер ПІ № 77-13021 від 28 червня 2002 р.).
З 2015 р засновники Степового Бюлетеня: товариство з обмеженою відповідальністю «Сібекоцентр» (Новосибірськ) і благодійний фонд «Центр охорони дикої природи» (ЦОДП, Москва) (реєстраційний номер ПІ № ФС77-63000 від 4 вересня 2015).
Степовий Бюлетень — некомерційний інформаційно-аналітичний бюлетень, єдине російськомовне періодичне видання, спеціально присвячене проблемам збереження і відновлення степових екосистем та видів, неруйнівного природокористування в степах.

## Електронна версія
http://savesteppe.org/sb

## Редколегія (станом на 1 січня 2017 року)[2]
- О. Антончиков, Союз охорони птахів Росії, Саратов
- Т. М. Брагіна, НВО «Наурзум», Костанай
- О. В. Василюк, НЕЦ України, Київ А. В. Дубинін, ТОВ Сибекоцентр, Новосибірськ
- А. В. Елізаров, ІЕВБ РАН, Тольятті
- А. Ю. Королюк, ЦСБС СО РАН, Новосибірськ
- В. Крайнюк, РИАЦ «Лабораторія дикої природи», Караганда
- С. С. Курбатская, Убсунурський міжнародний науковий центр, Кизил
- С. В. Левикін, Інститут степу УрО РАН, Оренбург
- В. Г. Мордкович, ІСЕЖ СО РАН, Новосибірськ
- С. Л. Скляренко, АСБК, Алмати
- І. Смілянський, ТОВ «Сібекоцентр», Новосибірськ
- А. А. Тішков, Інститут географії РАН, Москва
- О.Царук, Київська обл.
- А. А. Чібільов, Інститут степу УрО РАН, Оренбург
- С. Шапаренко, Екологічна група «Печеніги», Харків
- Г. Ерденежав, Інститут ботаніки АН Монголії, Улан-Батор

## Публікації Степового бюлетеню, присвячені охороні степів України
Степной Бюллетень.- №49.- весна 2017
1. Новые степные заказники созданы в двух областях Украины
2. Семинар по охране степей востока Украины
3. Всеукраинская научно-практическая конференция «Заповедное дело в степной зоне Украины»
4. Ландшафтный заказник «Тарутинская степь»: быть или не быть? - Студенников И.В., Дьяков О.А.
5. Хроники защиты Тарутинской степи - Василюк А.В.
6. Памяти Светланы Николаевны Шульги

Степной Бюллетень.- №47-48.- осень 2016
1. Расширена территория заповедника «Еланецкая степь»
2. Новые степные заказники Украины - Василюк А., Спинова Ю.
3. История сохранения степей Украины: памятники природы 1925–1934 гг. - А.В. Василюк
4. Случаи распашки степных заказников в Украине - А.В. Василюк
5. Заказник «Тарутинская степь» в опасности - О. Дьяков, М. Нестеренко
6. Проект Изумрудной сети Степного региона обсудили на биогеографическом семинаре - К.В. Полянская, А.В. Василюк
7. Новые проекты по сохранению степей на востоке Украины

Степной Бюллетень.- №46.- весна 2016
1. Новые степные территории в природно-заповедном фонде областей Украины
2. В национальном парке «Олешковские пески» прошли военные учения
3. Последствия военного конфликта для степных объектов ПЗФ востока Украины
4. О наземных моллюсках в Красной книге Крыма - Балашов И.

Степной Бюллетень.- №46.- весна 2016
1. Провальская степь. Заповедник терпит бедствие
2. Функционирование Украинского степного природного заповедника в условиях боевых действий в Донецкой области

Степной Бюллетень.- №43-44.- весна-лето 2015
1. Новые степные заказники в областях Украины - Василюк А.
2. Территориальная охрана степей в Украине: история первых десятилетий - Василюк А.
3. «Хомутовская степь» просит о помощи

Степной Бюллетень.- №42.- осень 2014
1. Положение о сенокосах в ООПТ – компромисс между концепциями заповедности и активной охраны - Парникоза И.
2. Положение «о прекращении сенокошения в заповедных зонах» не поддержали специалисты - Шапаренко С.
3. Незаконная добыча угля – угроза степным экосистемам Донецкого кряжа - Василюк А., Коломыцев Г.
4. Военные действия на территории заповедника «Меловая флора» - Лиманский С.В.
5. Последствия военного конфликта для Луганского природного заповедника - Боровик Л.
6. Военные действия в Украине привели к росту степных пожаров - Василюк А.В., Коломыцев Г.А., Ширяева Д.В.

Степной Бюллетень.- №41.- лето 2014
1. Депутаты Верховной Рады Украины рекомендуют улучшить охрану степей - Борейко В.Е.
2. Инвентаризация меловых степей в Украине. Сообщение 2: Харьковская и Донецкая области - Василюк А.В., Коломыцев Г.А., Ширяева Д.В.
3. Какая судьба ждет природно-заповедный фонд Крыма? - Ширяева Д., Василюк А.
4. ОБЪЯВЛЕНИЕ Помощь Луганскому заповеднику
5. НОВОСТИ В Украине возбуждены уголовные дела за незаконное облесение степей
6. Восстановление ландшафтного и биологического разнообразия в контексте земельного вопроса в Украине - Бурковский А.

Степной Бюллетень.- №40.- зима 2014
1. «Регуляционные мероприятия» или «абсолютная заповедность»? - Смелянский И.
2. Детерминировано природой - В.С. Ткаченко
3. Что мы должны охранять в степных заповедниках? - Я.П. Дидух
4. Степные заповедники и абсолютно заповедный режим: поиски компромисса - Лысенко Г.Н.
5. Распашка степей в национальном парке «Двуречанский» не прекращается - Кривохижая М.
6. Облесение украинских степей ведется с массовым нарушением законодательства - Василюк А.

Степной Бюллетень.- №39.- осень 2013
1. Абсолютно заповедные степи? - И. Смелянский
2. Абсолютная заповедность, покосы и выпас в степных заповедниках - В.Е. Борейко
3. Абсолютная заповедность и сохранение степного биоразнообразия - А. Василюк
4. Новости кампании «Сохраним украинские степи!»
5. Новые нормативные акты Украины
6. «Степной» видеомост ко дню защиты животных

Степной Бюллетень.- №38.- лето 2013
1. Экосеть степной зоны Украины: принципы, схема, элементы - Вакаренко Л.П., Мовчан Я.И.
2. Геоботанические округа Восточной Украины отличаются по сохранности степей - Василюк А.В., Коломыцев Г.К., Кривохижая М.В.
3. Новые степные заказники созданы в двух областях Украины
4. Альтернативная энергетика как угроза степям Украины - Василюк А.
5. НОВОСТИ «Лесоразведение – угроза сохранению степей»
6. Прецеденты наказания за незаконное облесение степей в Украине
7. Волк в степной зоне Украины: возможно ли мирное сосуществование с человеком? - Шквыря М., Парникоза И., Борейко В
8. Оценено состояние гнездовых популяций красавки и дрофы в Причерноморском регионе Украины - Петрович

Степной бюллетень. — № 37 зима 2013
1. Перспективные территории для сохранения степного биоразнообразия и расширения природно-заповедного фонда на севере Луганской области — Боровик Л. П., Яроцкий В. Ю., Пастернак В. П., Марков Р. В., Шепитько В. С.
2. Инвентаризация меловых степей в Украине 1. Луганская область — Василюк А. В., Коломыцев Г. К., Кривохижая М. В.
3. НОВОСТИ Новые степные заказники созданы в Донецкой области
4. Региональный ландшафтный парк «Краматорский» может утратить меловые степи
5. Общественные организации оценили политику Украины в контексте сохранения степей

Степной бюллетень. — № 36 осень 2012
1. «Двуречанский» — новый национальный парк, сохраняющий меловые степи — Кривохижая М., Лаврова О.
2. Меловые степи Поосколья: Вместо карьеров — национальный парк
3. Барвенковские степи — добыча угля или национальный парк?
4. Краткая характеристика проектируемого НПП «Барвенковские степи»
5. Фосфид цинка — угроза для степных экосистем Украины — Борейко В. Е., Парникоза И. Ю.

Степной бюллетень. — № 35 лето 2012
1. Степные территории природно-заповедного фонда Луганской области — Василюк А., Кривохижая М., Коломыцев Г.
2. В Луганской области взяты под охрану новые степные участки
3. Один из крупнейших фрагментов понто-каспийских равнинных степей взят под охрану в Украине — Парникоза И. и Борейко В.
4. Заповедник «Меловая флора» теряет меловые степи — Лиманский С. В.
5. Роль курганов в сохранении степной флоры Украины: итоги десятилетнего исследования — Мойсиенко И., Судник-Войциковска Б. и Дембич И.

Степной бюллетень. — № 34, зима 2012
1. Мовчан Я., Коломиец А. Степные экосистемы в национальной экосети Украины
2. Коломийчук В., Перегрим Н. Выявление сети ключевых ботанических территорий в Приазовском регионе
3. Бурковский А. Международные природоохранные организации просят Украину отказаться от облесения степей
4. Василюк А., Коломыцев Г. Степи в составе гослесфонда Луганской области (второй этап создания степного кадастра Украины)
5. Василюк А. Опубликована Красная книга Днепропетровской области
6. Василюк А. Новые степные охраняемые территории созданы в регионах Украины
7. Василюк А. Поддержка граждан позволила сохранить программу формирования экосети Украины//Степной бюлетень, зима 2012 N 34

Степной бюллетень. — № 33, осень 2011
1. Парникоза И. Степные экосистемы Керченского полуострова требуют срочной охраны
2. Василюк А. Новые степные заказники созданы в Кировоградской и Луганской областях
3. Остановить облесение украинских степей
4. Проект «Степное биоразнообразие» в Украине и Молдове: первые полгода
5. Надеина О., Ходосовцев А, Назарчук Ю. Завершается проект по степным лишайникам Красной книги Украины

Степной бюллетень. -№ 32 лето 2011
1. Первые шаги к созданию «степного кадастра» Украины — А. Василюк
2. Об итогах и перспективах степного лесоразведения — Попков М.
3. Заповедник «Меловая флора» перед угрозой пожара — Лиманский С. В.

Степной бюллетень. — № 31 зима 2011
1. Василюк А., Костюшин В.,Коломыцев Г. Как строить экосеть Украины: сверху вниз или снизу вверх?
2. Координационный совет по экосети Украины признал необходимость охраны степей
3. Административная реформа уничтожила заповедное делов Украине
4. Новые степные ООПТ созданы в Украине
5. Облесение степей Донецкой области признано незаконным
6. Бондарева Л. В. Сохранение степей юго-западного Крыма: трудная судьба заказника «Караньский»
7. Новый проект по сохранению и устойчивому развитию степей в Украине и Молдове

Степной бюллетень. — № 30 осень 2010
1. Караларская степь: от регионального к национальному парку — Парникоза И. Ю., Годлевская Е. В., Зимнухов Р. А.
2. В Крыму создан новый степной региональный ландшафтный парк. А.Василюк, И.Парникоза
3. Степные военные полигоны Украины могут уйти с молотка — Василюк А., Парникоза И., Мовчан Я., Бурковский А.

Степной бюллетень. — № 29. Весна 2010
1. Новые степные национальные парки Украины
2. Новые степные парки Украины под угрозой упразднения
3. Коломиец А. В., Мовчан Я. И., Абдулоева О. С., Деркач О. М., Романенко М. Н., Мосиенко И. И. Национальный парк «Белобережье Святослава»: реальные ценности и опасные иллюзии.
4. Коломиец А. В., Мовчан Я. И. и Деркач О. М. Бугский Гард — чем помешал национальный парк?
5. Василюк А. В., Парникоза И. Ю., Шевченко М. С. Биоразнообразие степей под охраной Красной и Зеленой книг Украины.
6. Парнкоза И. Ю. опыт правовой защиты видов, занесенных в Красную книгу, вне охраняемых природных территорий.
7. Станислав Витер. Выявление важнейших степных территорий в Донецкой и Харьковской областях
8. Василюк А. В. Письмо в редакцию. Об инвентаризации степей.
9. Новые книги: Перегрим Н.Н,, Мойсиенко И. И., Перегим Ю. С.., Мельник В. А., Тюльпан Геснера в Украине. К.: «Киевский университет»., 2009, 135 с.
10. Новые книги: Парникоза И. Ю., Василюк А.В, Иноземцева Д. Н., Костюшин В. А., Мишта А. В., Некрасова О. Д., Балашов И. Степи Киевской области: современное состояние и перспективы охраны. (сер.: Сохраним Украинские степи!). К.: НЭЦУ, 2009. 160 с.

Степной бюллетень. — № 28. Зима 2009
1. Василюк А. В. Беспрецедентно расширена сеть степных охраняемых территорий Украины
2. Василюк А. В., Парникоза И. Ю. Инвентаризация и меры по сохранению степных биотопов юга Киевской области

Степной бюллетень. — № 27. Осень 2009
1. А. В. Василюк. Общественная кампания «Сохраним украинские степи!»
2. Н. Перегрим, И. Мойсиенко, В. Коломийчук, И. Загороднюк. Поможет ли степям Президент Украины?
3. Н. Н. Зеленская, А. С. Керженцев. О механизме функционирования экосистем и рациональном землепользовании в связи с посадкой киотских лесов в степной зоне

Степной бюллетень. — № 26. Весна 2009
СТЕПНОЙ ПРОЕКТ ЕС:
1. Проект «Комплексное использование земель евразийских степей»
2. Рикс Босх. Альтернативные механизмы финансирования сохранения степей
3. Охрана природы и сельский зеленый туризм в степной зоне
4. Е. Васильева, Д. Баланел. Что стоит создать степь?
5. Успехи проекта: Луганская область
6. Л. Вакаренко. Перспективы создания степных региональных ландшафтных парков в Одесской области
7. Организационные особенности создания региональных ландшафтных парков в Украине
8. Дж. Фоксэл. Роль малого бизнеса в управлении степными территориями Украины, России и Молдовы
9. Т. В. Сова, В. А. Мороз, С. В. Галущенко, М. Ю. Русин. Создано новое отделение Луганского заповедника — Трехизбенская степь
10. И. Смелянский. Киотский процесс угрожает степям России
11. А. Василюк, М. Богомаз. Сохранить или облесить?
12. Н. Н. Перегрим. Сохранение тюльпана Шренка в Украине

Степной бюллетень. — N25.Осінь 2008
1. «Комплексное использование земель евразийских степей»
2. Евросоюз поддерживает сохранение степей на сельскохозяйственных землях Украины, России и Молдовы
3. Демонстрационные площадки проекта «Комплексное использование земель евразийских степей»(Тарутинский региональный ландшафтный парк — степная жемчужина Южной Бессарабии. Региональный ландшафтный парк «Тилигульский». Куяльницкий лиман)
4. Парникоза И. Новые степные заказники на Донетчине
5. Перегрим Н. Сохранение разнообразия растительного мира на Донецком кряже
6. Василюк А. Новые инициативы по расширению сети природно-заповедного фонда Украины: взгляд неправительственной организации

Степной бюллетень. — № 23-24 осень-зима 2007
1. В. А. Тимошенков, В. В. Тимошенкова. Пожары в Хомутовской степи

Степной бюллетень. — № 20, зима-весна 2006
1. В. Борейко. Покосы в заповедниках: экологически опасно и морально неоправданно
2. Л. П. Боровик, Е. Н. Боровик. Проблема режима сохранения степи в заповедниках: пример Стрельцовской степи
3. Ю. В. Солоп, А. Решетова, А. Лобанов. Проект «Возродим ковыльные степи Украины!»

Степной бюллетень. — № 19, осень 2005
1. И. Парникоза, Е. Годлевская. Национальный парк «Караларская степь» должен быть создан!
2. В. Гавриленко. Степной пожар в биосферном заповеднике «Аскания-Нова» имени Ф. Э. Фальц-Фейна
3. С. Шапаренко. Защитим Гранитно-степное Побужье!
4. Хроника событий
5. Вместо национального парка — стройка?

Степной бюллетень. — № 18, лето 2005
1. В каком режиме сохранится луговая степь «Михайловской целины»?
2. И. Парникоза, Д. Иноземцева. Сохранение редких степных растений урочища Лысая гора в Киеве
3. ОРГАНИЗАЦИИ. Общественная экологическая организация «Союз Друзей Природы»

Степной бюллетень. — № 17, зима 2005
1. С. А. Решетов, Ю. В. Солоп. Ландшафтный парк сохраняет степные эфемероиды

Степной бюллетень. — № 14, осень 2003
1. Г. А. Шабанова. Степные пастбища региона Нижнего Днестра
2. П. А. Овечко. Региональный ландшафтный парк «Донецкий кряж»
3. Н. Е. Дрогобыч. Охрана природы степи и Фридрих Фальц-Фейн

Степной бюллетень. — № 13, зима 2003
1. W.D Henwood. Защита травяных экосистем: Думать глобально!
2. Олег Скрипник. Использование информации о почвах для восстановления ландшафтного разнообразия степей
3. А. Зубкова. Социально-экономические инструменты экологически устойчивого развития сельских территорий

Степной бюллетень. — № 12 ,осень 2002
1. И. Смелянский. Сохранение биоразнообразия на сельскохозяйственных землях и судьба степей
2. Ben Delbaere при участии L.B. Hoffmann, U. Pinborg и J.-E. Petersen. Влияние сельскохозяйственной политики на биологическое разнообразие и ландшафты
3. В. Ф. Руденко. Новые заказники для сохранения меловых степей Донбасса

Степной бюллетень. — № 11, зима 2002
1. С. Левыкин. Российские степи: взгляд в XXI век с позиций природоохранного пиара
2. В. Зуев. Охрана степных экосистем и новеллы в земельном законодательстве Украины

Степной бюллетень. — № 10 , осень 2001
1. В. Руденко. Сохранить курганы как элемент степного ландшафта
2. Методические пособия для сохранения и восстановления степей на сельхозземлях

Степной бюллетень. — № 8, осень 2000
1. Илья Смелянский. Храните степи в национальных парках
2. Интервью с Я. П. Дидухом. Живы ли украинские степи?

Степной бюллетень. — № 7, весна 2000
1. Ю. А. Дударь. К реконструкции уничтоженных степных экосистем
2. Л. Г. Шеремет. Современное состояние, структура и перспективы развития природно-заповедного фонда Сумской области Украины
3. Аскании вновь угрожают благие намерения

Степной бюллетень. — № 3-4, зима-весна. — 1999.
1. Андрей Елизаров. Экологический каркас — стратегия степного природопользования XXI века
2. Рашид Мирзадинов. Управление землепользованием и предотвращение деградации земель
3. Сохранение степей на частных землях: как это делается в Америке
4. Олег Листопад. Заповедная конверсия в Украине

Степной бюллетень. -№ 2 осень 1998
1. Carl Kurtz. Основные рекомендации по восстановлению прерии
2. Андрей Елизаров. Экологический каркас — стратегия степного природопользования XXI века

Степной бюллетень. -№ 1 весна 1998
1. А. А. Чибилев, С. В. Левыкин. Целина, разделенная океаном (актуальные заметки о судьбе степей северного полушария)
2. Андрей Елизаров. Экологический каркас — стратегия степного природопользования XXI века